# Записная книжка Дьявола
«Записная книжка Дьявола» (The Devil’s Notebook) — четвёртая книга Антона Шандора ЛаВея, опубликованная в 1992 году издательством Feral House. Она включает в себя предисловие Адама Парфи и иллюстрации Шона Теджараччи. Книга содержит сорок одно эссе, в которых ЛаВей даёт комментарии по таким темам как нонконформизм, оккультизм, нацизм, терроризм и каннибализм. Туда включены инструкции того, что ЛаВей называет «тотальной средой» или местами магического воскрешения, где просветлённые смогу избежать пагубных последствий современного существования.